# Kit Powell
Kit (Christopher Bolland) Powell (Wellington, 2 december 1937) is een Nieuw-Zeelandse componist en muziekpedagoog, die sinds 1984 in Zwitserland woont.

## Levensloop
Powell studeerde aan de Victoria University in Wellington, in Canterbury en bij de Italiaanse avant-gardecomponist Goffredo Petrassi in Siena. Nadat hij afgestudeerd was, werd hij muziekdocent en docent voor wiskunde aan een Highschool in Nieuw-Zeeland. Later werd hij muziekdocent aan het Christchurch Teachers Training College, waar hij onder andere ook talrijke cursussen gaf voor nieuwe muziek en het project "Creative Music" leidde.
In 1984 vertrok hij met zijn familie naar Zwitserland naar Eglisau. Aldaar is hij componist en docent voor muziektheorie en talen. Vanaf 1985 werkt hij aan het "Zwitserse centrum voor computermuziek" en sinds 1987 in het Atelier UPIC in Parijs.
Als componist schrijft hij koormuziek, orkestwerken, kamermuziek, werken voor blaasorkest, slagwerk, muziektheater en elektronische muziek. Hij is ook auteur van boeken over muziekopleiding.

## Composities

### Werken voor orkest
- 1963 Concerto, voor viool en orkest
- 1979 rev.1982 Three Easy Pieces, voor orkest
- 1982 Hubert the Clockmaker, bewerking voor spreker en orkest
- 1987 Les Episodes, voor sopraan, bariton en orkest - tekst: Michael Harlow
- 1989 rev.2004 Concerto, voor twee violen en strijkorkest
- 1991 Encounter with Don Giovanni, voor orkest
- 1997 Boundaries, voor twee strijkorkesten en slagwerk
- 1998 Percussion Concerto, voor 5 slagwerkers en orkest, op. 90
- 2000 Concerto, voor trombone, tuba en orkest
- 2004 Rothko Variations, voor orkest
- 2007 Te Ika a Maui, concert voor klarinet en orkest

### Werken voor harmonieorkest en brassband
- 1979 The Pink Panther's Picnic, voor gemengd koor en brassband
- 1980 Hubert the Clockmaker, voor spreker en brassband
- 1990 Gargantua, voor harmonieorkest
- 1993 Mayenzeit, voor brassband

### Cantates
- 1981 rev.1982 Christophorus, kerstcantate voor bariton, kinderkoor, piano, orgel en harmonieorkest (samen met: André Fischer) - tekst: Max Bolliger

### Muziektheater

#### Opera's
| Voltooid in | titel                           | aktes | première | libretto |
| ----------- | ------------------------------- | ----- | -------- | -------- |
| 1976        | The Fisherman and his Wife      |       |          |          |
| 1992        | Eine Viertelstunde mit Don Juan |       |          |          |

#### Toneelmuziek
- 1979 Texts For Composition - tekst: Michael Harlow
- 1981 Piece of Four
- 1989 Father's Telescope, voor zangstem, spreker en geluidsband - tekst: Michael Harlow
- 1989 The Green Man, voor solo-slagwerker

### Werken voor koor
- 1962 rev.2006 4 Carols on 4 Notes, voor gemengd koor
- 1964 Psalm 8, voor gemengd koor
- 1970 rev.1980 Psalm 21: "The King Shall Rejoice" - "Coronation Welcome", voor gemengd koor en 2 hoorns, 2 trompetten, 2 trombones en pauken
- 1980 The Ever-Circling Light: Te Ao Hurihuri, voor gemengd koor en zes slagwerkers
  1. Kia Hiwa Ra
  2. Rimurimu
  3. E Rui E/Hari Kai
  4. He Karakia
  5. Waiata Tangi
- 1983 Galgenlieder, voor spreekkoor, solo-spreker, piano, klarinet en slagwerk - tekst: Christian Morgenstern
- 1983 Pied Beauty, voor gemengd koor en instrumentaal ensemble (piano, 4 pauken en slagwerk) - tekst: Gerard Manley Hopkins
- 1986 Paper Pieces, zeven korte stukken uit dagbladen voor gemengd koor - tekst: uit dagbladen
- 1993 Whale, voor gemengd koor (SSAATTBB) en geluidsband
- 1998 Der Wal, voor spreekkoor en piano (vierhandig) - tekst: Jürg Schubiger
- A Shout - for the Life and Work of William Cummings, voor sopraan solo, vrouwenkoor en piano - tekst: Michael Harlow
  1. "Taking a line for a Walk" -elegiac
  2. Bee-Bird (Bill?-Bird)’ originally from 18 ways to Snatch a Bird
  3. Chatter Bird – fast and light contrast – also from the ‘snatches’
  4. A Shout – Valedictory and recapitulation of first song
- Sanctus, voor gemengd koor en orkest
- Three German Hunting Songs, voor gemengd koor
  1. Ein Jager langs dem Weiher ging
  2. Der Jager aus Kurpfalz
  3. Im Wald und auf der Heide
- Today is the Piano's Birthday, voor vrouwenkoor en piano - tekst: Michael Harlow

### Vocale muziek
- 1960 Reading Gaol, zangcyclus voor bariton en orkest - tekst: Oscar Wilde uit "Ballad of Reading Gaol"
- 1964 Kuza Nama, zangcyclus voor zangstem en piano - tekst: uit "Rubaiyat of Omar Khayyam"
- 1972 rev.2007 Six Mother Courage Songs, voor sopraan en harp - tekst: Bertolt Brecht "Mutter Courage und ihre Kinder"; Engelse vertaling: Eric Bentley
  1. Here's Mother Courage
  2. The Song of the Great Capitulation
  3. On the Highway
  4. The Songs of the Fishwife and the Soldier
  5. Mother Courage's Lullaby
  6. From Ulm to Metz
- 1981 Nothing but Switzerland and Lemonade, voor sopraan en blaastrio - tekst: Michael Harlow
- 1983 Poem Then, For Love, zangcyclus voor twee zangstemmen en slagwerker (met meestal grafische notatie) - tekst: Michael Harlow
- 1985-1992 Vlaminck's Tie, zangcyclus voor bariton en piano - tekst: Michael Harlow
- 1986 Nelson Songs, voor bariton en geluidsband (experimentele muziek met meestal grafische notatie) - tekst: Michael Harlow
  1. Did You?
  2. Missing the Mark
  3. How it is, is
- 1988 Devotion to the Small, zangcyclus voor sopraan en 5 slagwerkers - tekst: Michael Harlow
- 1988 Chinese Song, voor hoge sopraan en geluidsband - tekst: Lao-Tse (Chinees) uit "Tao Te Ching" en "I Ching" (muzikale tegenoverstelling van de contrasterende filosofen)
- 1992 Amselbaum, voor sopraan en piano - tekst: Brigitte Powell
- 1995 Dies Irae, voor sopraan, mannenkoor, dwarsfluit, klarinet, viool, cello en slagwerk - tekst: Thomas a Celano, Konrad Bänninger uit "Weltgarten" (1918)
- 1995 After Babel, cyclus over de herinrichting van de taal voor sopraan, piano, twee trompetten, twee trombones en geluidsband
- 1996 Clara Schumann, cyclus van recitatieven en variaties over de laatste jaren van Robert Schumann voor sopraan, piano en geluidsband
- 1999 rev.2004 Ophelia Songs, voor sopraan (of mezzosopraan) en piano - tekst: William Shakespeare
- 2000 Sextet, voor klarinet, basklarinet en strijkkwartet
- 2001 Scheint denn die Sonne heut nicht?, voor zangstem en piano - tekst: Robert Walser, Engelse vertaling van de componist
  1. Not?
  2. As Always
  3. Rocking
  4. Snow (1)
  5. Fear (1)
  6. Boredom
  7. Calm
  8. Tiredness
  9. Deceit
- 2003 Das Ausland, voor sopraan en trombone - tekst: Jürg Schubiger
- 2004 Verschiedene Tiere (Various Animals), voor sopraan, hoorn en piano - tekst: Jörg Schubiger
  1. Die Geschichte des Elefanten (The Story of the Elephant)
  2. Das Kamel und das Dromedar (The Camel and the Dromedary)
  3. Der blaue Falke (The Blue Falken)
  4. Verschiedene Schweine (Various Pigs)
- Das Ausland, voor sopraan, basklarinet en slagwerk - tekst: Jürg Schubiger
- Five Schwitters Songs for Andres, voor sopraan, alt en piano
  1. Zwolf
  2. So, so!
  3. Das Urgebet der Scholle
  4. Sie puppt mit Puppen
  5. What a b what a b what a beauty
- Nothing but Switzerland and Lemonade, voor zangstem, dwarsfluit, viool en cello

### Kamermuziek
- 1962 Kwintet, voor klarinet en strijkkwartet
- 1976 Stone Poem, voor blaaskwintet en twee sprekers met stenen
- 1981 Kraehenalles, voor dwarsfluit (of klarinet) en geluidsband
- 1981 Ten Duos, voor twee cello's
- 1985 Stone Poem, voor klarinet en geluidsband
- 1986 Sonatina, voor trombone en piano
- 1987 Flötenspieler und Fledermäuse, voor dwarsfluit en geluidsband (geïnspireerd door de gelijknamige schilderij van Oskar Kokoschka)
- 1990 Metamorphoses, voor twee trompetten en twee trombones
- 1991 Snakes and Ladders, voor cello en piano
- 1993 Whale, voor trombone (tenor of bas) en geluidsband
- 1995 Toggenburger Maschienenmusik
- 1998 Koauau, voor fluiten-ensemble (8 muzikanten met 16 fluiten van piccolo tot contrabasfluit), op. 91
- 1998 Korimako, voor dwarsfluit en piano (met ratel gespeeld door de pianist)
- 1998 Salmagundi, voor 4 trompetten, 2 hoorns, 4 trombones, tuba en slagwerk (drumset, kleine trom, grote trom, 2 bekkens, 4 tomtoms, 2 koebellen, 5 tempelbloks, gong, crotales 2 bongos), op. 92
- 1999 Credo, voor orgel en geluidsband, op. 94a
- 2008 rev.2009 Chance Piece, voor hobo en geluidsband
- 6 Fragments, voor 4 trombones
- Today is the Piano's Birthday, voor trombone en piano

### Werken voor piano
- 1980 Piece of 4, voor 4 spelers
- 1981 rev.1984 Three Chance Pieces (plus one)
- 1996 Piano Poems
- 2007 Whale Song
- Four Rothko Pictures, voor twee piano's

### Werken voor orgel
- 1999 Credo, op. 94b
- 2006 Wedding Fanfare, voor hoorn en orgel

### Werken voor gitaar
- 1988 Seven Aesop Fables

### Elektronische muziek
- 1996 Dapple Metal, voor elektroakoestiek gerief
- Contrasts, voor elektroakoestiek gerief

## Publicaties
- Kit Powell - Interviews and Articles Catalogue to 2005, 2005.
- The Complete Harmony, 1983.